# Festival international du film fantastique de Gérardmer 2019
La 26e édition du festival international du film fantastique de Gérardmer se déroule du 30 janvier 2019 au 3 février 2019.

## Déroulement et faits marquants
La sélection est dévoilée le 16 janvier 2019.
Le 3 février 2019, le palmarès est dévoilé : le Grand prix est décerné au film Puppet Master: The Littlest Reich de Sonny Laguna et Tommy Wiklund qui remporte aussi le Prix du public et pour lequel Fabio Frizzi remporte le prix de la meilleure musique originale. Le prix du jury est remis aux films The Unthinkable de Crazy Pictures et Aniara de Pella Kagerman,.

## Jurys

### Longs métrages
- Benoît Delépine (président du jury), réalisateur, acteur
- Gustave Kervern (président du jury), réalisateur, acteur
- Astrid Bergès-Frisbey, actrice
- Vanessa Demouy, actrice
- Fabrice Du Welz, réalisateur
- Marie Gillain, actrice
- Ana Girardot, actrice
- Yann Gonzalez, réalisateur

### Courts métrages
- Julie Ferrier (présidente du jury), actrice, metteur en scène, danseuse, humoriste
- Sébastien Marnier, réalisateur, romancier
- Vincent Mariette, réalisateur
- Zombie Zombie, groupe de musique

## Films en compétition

### Longs métrages en compétition
- Aniara de Pella Kågerman et Hugo Lilja  Suède
- Escape Game (Escape Room) de Adam Robitel  États-Unis,  Afrique du Sud
- Puppet Master: The Littlest Reich de Sonny Laguna et Tommy Wiklund  États-Unis
- Endzeit – Ever After de Carolina Hellsgård  Allemagne
- Rampant (창궐, Changgwol de Kim Sung-hoon  Corée du Sud
- Await Further Instructions de Johnny Kevorkian  Royaume-Uni
- Lifechanger de Justin McConnell  Canada
- The Unthinkable (Den Blomstertid Nu Kommer) de Crazy Pictures  Suède
- The Witch : 1ère partie. Subversion (마녀, Manyeo Manyeo) de  Park Hoon-jung  Corée du Sud
- The Dark de Justin P. Lange  Autriche

### Courts métrages en compétition
- Graines de Hervé Freiburger
- Tu cultiveras la terre de Jessica Puppo
- Pleine campagne de Pierre Mouchet
- Diversion de Mathieu Mégemont
- Atomic Ed de Nicolas Hugon

## Films hors compétition

### Hors-compétition
- Meurs, monstre, meurs (Muere, Monstruo, Muere) de Alejandro Fadel  Argentine,  France,  Chili
- Zoo de Antonio Steve Tublén  Danemark,  Suède
- L’Heure de la sortie de Sébastien Marnier  France
- Beyond Blood de Masato Kobayashi  Japon
- Phil Tippett: Mad Dreams and Monsters de Gilles Penso et Alexandre Poncet  France
- Freaks de Adam Stein & Zach Lipowsky  États-Unis
- Blackwood, le Pensionnat (Down a Dark Hall) de Rodrigo Cortés  Espagne,  États-Unis
- Mermaid, le lac des âmes perdues (Rusalka: Ozero myortvykh) de Svyatoslav Podgaevskiy  Russie
- Mandy de Panos Cosmatos  États-Unis,  Belgique,  Royaume-Uni
- Dragons 3 : Le Monde caché (How to Train Your Dragon: The Hidden World) de Dean DeBlois  États-Unis
- Ghost House de Rich Ragsdale  États-Unis,  Thaïlande
- Dachra de Abdelhamid Bouchnak  Tunisie

### Rétromania
- Le Renne blanc (Valkoinen peura) de Erik Blomberg  Finlande
- Maniac de William Lustig  États-Unis
- La Rose écorchée de Claude Mulot  France

### Nuit décalée
- Girls with Balls de Olivier Afonso  France  Belgique
- Dead Ant de Ron Carlson  États-Unis

### Nuit ozploitation
- Long Weekend de Colin Eggleston  Australie
- Fair Game de Mario Andreacchio  Australie
- Night of Fear de Terry Bourke  Australie

### Hommage àEli Roth
- Cabin Fever
- Hostel
- Hostel, chapitre II (Hostel: Part II)
- The Green Inferno
- Knock Knock
- Death Wish
- La Prophétie de l'horloge (The House with a Clock in Its Walls)

### Hommage àUdo Kier
- Chair pour Frankenstein (Flesh for Frankenstein)
- Blade
- L'Ombre du vampire (Shadow of the Vampire)
- Love Object
- Melancholia
- Iron Sky
- Puppet Master: The Littlest Reich

## Palmarès
- Grand prix : Puppet Master: The Littlest Reich de Sonny Laguna et Tommy Wiklund.
- Prix du jury (ex æquo) : The Unthinkable de Crazy Pictures et Aniara de Pella Kagerman.
- Prix de la meilleure musique originale : Fabio Frizzi pour Puppet Master: The Littlest Reich.
- Prix de la critique : The Unthinkable de Crazy Pictures.
- Prix du public : Puppet Master: The Littlest Reich de Sonny Laguna et Tommy Wiklund.
- Prix du jury Syfy : The Witch : 1ère partie. Subversion de Park Hoon-jeong.
- Prix du jury jeunes : The Unthinkable de Crazy Pictures.
- Grand prix du court métrage : Diversion de Mathieu Mégemont.